# Rasan
Rasan (kurdisch ڕاسان; rɑːsɑːn; lit. 'Aufstand') ist eine Kurdische Nichtregierungs- und Menschenrechtsorganisation, die 2004 in Sulaimaniyya, Autonome Region Kurdistan, gegründet wurde. Sie konzentriert sich auf LGBT- und Frauenrechte. Die Organisation führt Projekte durch, die sich auf Koexistenz und sozialen Zusammenhalt durch den Einsatz von Kunst, sozialem Bewusstsein, Fokusgruppen, Lebensunterhaltsprojekten, Seminaren, Workshops, Schulungen und Aktionsplänen konzentrieren. Rasan empowert zivilgesellschaftliche Akteure aus verschiedenen sozialen Bereichen zu den Themen Geschlechtsidentität, Gleichstellung und Koexistenz.
Ursprünglich war Rasan zwischen 2004 und 2012 eine feministische Frauenrechtsorganisation, doch 2012 erweiterte sie ihren Anwendungsbereich auf Menschenrechtsfragen im Zusammenhang mit der LGBT-Gemeinschaft und machte sie damit zur ersten registrierten Organisation im Irak, die sich öffentlich für die LGBT-Gemeinschaft einsetzte. Die Organisation setzt sich auch gegen Kinderheirat und häusliche Gewalt ein. Die Organisation hat ihren Hauptsitz in Sulaimaniyya, ihrem Hauptgeschäftsfeld. Sie setzt sich darüber hinaus mit ihrer Medienpräsenz und ihren Social-Media-Plattformen im Irak und im Nahen Osten ein und setzt die irakische Regierung und die kurdische Regionalregierung unter Druck (KRG), um grundlegende Menschenrechte anzuerkennen, die immer noch verletzt werden sowie um Gesetze zur Durchsetzung des Schutzes von LGBT-Personen und Frauen festzulegen.
Die Organisation startete Sensibilisierungskampagnen und Gruppenworkshops für junge Menschen in der kurdischen Gesellschaft, um zu versuchen, das Tabu der LGBT-Akzeptanz und die Art und Weise, wie LGBT-Gemeinschaften von den meisten der Gesellschaft gesehen und verleumdet werden, zu entwurzeln. Eine der Kampagnen, bekannt als Art for All, beinhaltete das Malen von Wandgemälden an öffentlichen Wänden, die die Anliegen der LGBT-Gemeinschaft in Kurdistan darstellen, um die öffentliche Meinung zu einer sensibleren Mentalität zu bewegen. Das Projekt startete 2017 nach einer Spendenaktion von All Out. Am Ende des Projekts wurden einige der Wandbilder, die die LGBT-Community repräsentieren, zerstört, insbesondere solche mit Regenbogen, die als LGBT-Symbol bekannt sind. Gleichzeitig starteten sie mit Unterstützung von Give A Damn das Projekt Give a Hand, bei dem es darum ging, die Bedürfnisse der LGBT-Community zu untersuchen und ein neues queerfreundliches Vokabular zu erstellen.
Die Organisation Rasan wurde von mehreren Partnern unterstützt, ihre Projekte auszuführen, einschließlich COC Nederland, Kvinna till Kvinna, All Out, Give A Damn, Oxfam, USAID und Asiacell.

## Geschichte

### Frühe Tage
Rasan wurde 2004 als feministische Organisation und Frauenrechtsorganisation gegründet. Nach der Schließung für ein Jahr im Jahr 2011 wurde sie 2012 wiedereröffnet. Während Rasan ihre Arbeit für die Rechte der Frau fortsetzte, beschloss sie, sich auch auf die LGBT-Gemeinschaft zu konzentrieren, die eine der größten Gruppen in der Gesellschaft sind, die immer noch Gewalt und Diskriminierung ausgesetzt sind. Laut Ayaz Shalal Kado, ehemaliger stellvertretender Direktor von Rasan, hatten sie das Gefühl, dass etwas fehlte und ausgelassen wurde. Rasan war die einzige registrierte Organisation im Irak, die für die LGBT-Gemeinschaft arbeitete.
Neben Rasan heißt die einzige andere Organisation, die sich öffentlich für LGBT-Rechte einsetzt, IraQueer, die 2015 gegründet wurde und noch nicht im Irak registriert ist. Rasan ist nach Angaben der Direktion für Nichtregierungsorganisationen in der Region Kurdistan nach wie vor als Frauenrechtsorganisation registriert, da die Registrierung als LGBT-Organisation nicht zulässig ist. Nach Angaben des österreichischen Zentrums für Herkunftsland- und Asylforschung und anderer Parteien ist die Region, in der Rasan tätig ist, für LGBT-Menschen sicherer und erträglicher als der Rest des Irak. Andere registrierte Organisationen außerhalb der Region Kurdistan, beispielsweise im Süden des Irak in Bagdad, haben es schwerer, für LGBT-Rechte zu arbeiten, und werden häufig gezielt angegriffen. Diese Behauptung ist umstritten, und einige Parteien sagen, die Region Kurdistan sei ebenso feindlich gegenüber Mitgliedern der LGBT-Gemeinschaft. Laut einem Bericht des UNHCR hat die kurdische Gesellschaft immer noch Stammeswerte und glaubt an Geschlechterrollen und Familienehre, was die Freiheit von LGBT-Menschen in der Region einschränkt. In Bagdad waren LGBT-Menschen das Ziel von Schlägertrupps, die Queere in Dating-Apps ausfindig machten. Im Jahr 2009 wurden nach Schätzungen von Menschenrechtsaktivisten in einem Zeitraum von fünf Jahren 680 LGBT-Menschen ermordet, was etwa einem Dutzend pro Monat entspricht.

### 2005–2012
Im Jahr 2005 fand in Erbil ein Projekt zur Sensibilisierung der Verfassung für Frauen statt, das in vielen Bezirken der Region durchgeführt wurde. Das Projekt wurde zwei Monate lang von der irakischen Zivilgesellschaft und dem Independent Media Support Program (ICSP) unterstützt. Später im Jahr 2005 wurden über einen Zeitraum von drei Monaten 35 Vorträge zu Themen wie soziale und politische Fragen sowie zur Gesundheit von Frauen gehalten. Dieses Projekt wurde auch von ICSP unterstützt. Zwischen 2006 und 2010 veröffentlichte die Organisation 85 Pressemitteilungen, deren Veröffentlichung jedoch nach 2010 eingestellt wurde. Außerdem veröffentlichte sie ein Buch mit dem Titel “Frauen in der Dritten Welt”, in dem es um Gewalt und Belästigung von Frauen geht. Die Organisation veranstaltete auch Fernsehshows über Gewalt gegen Frauen, Gleichstellung der Geschlechter sowie Menschen- und Bürgerrechte.
2007 produzierte Rasan einen Film über weibliche Genitalverstümmelung. Die Produktion wurde von Human Rights Watch unterstützt und in Erbil, Duhok, Kirkuk, Ranya und Said Sadiq gezeigt. Der Film wurde vom Ministerium für Menschenrechte in der Region Kurdistan in einen Wettbewerb für die besten Filme aufgenommen und zur Ausstrahlung in Deutschland nominiert. Im Jahr 2008 arbeitete die Organisation an 55 Fällen, im Jahr 2009 an 62 Fällen und im Jahr 2010 an 60 Fällen, in denen es hauptsächlich um soziale, politische, ideologische oder familiäre Probleme von Frauen ging. Die Organisation war von 2007 bis 2012 Gastgeberin von Aktivitäten, darunter die Weltkonferenz der NGOs in Washington, D.C., die EU-Konferenz der NGOs in Österreich, KTK-Workshops in Amman, KTK-Workshops im Libanon, dem Gipfel der Sozialunternehmer in Istanbul und dem Gipfel der Verteidigerinnen in Südafrika. Rasan machte dann eine kurze Pause und nahm ihre Arbeit wieder auf, nachdem sie LGBT-Themen in den Fokus gerückt hatte.

### 2012–2018
Rasan begann 2012 mit der Planung eines Projekts, das Aktivismus und ein deutliches Eintreten für die LGBT-Community beinhaltete. COC Nederlandfinanzierte das Projekt im Rahmen ihres Pride-Programms. Das Projekt hieß „Crossing Iraqi Rainbow“ und lief von 2016 bis Ende 2020. Die Ziele des Projekts waren von Jahr zu Jahr unterschiedlich. Rasan konnte Workshops, Schulungen, Seminare, Gruppendiskussionen und Community-Foren abhalten. Die Teilnehmer der Workshops kamen hauptsächlich aus staatlichen Sektoren und Institutionen, dem Gesundheitsministerium, Asayîş, der Polizei, dem Ministerium für Stiftungen und religiöse Angelegenheiten, Jugendlichen und Studenten.
2016 führte Rasan eine Reihe von Großprojekten durch, darunter 16 Days of Activism, bei denen Plakate gegen Kinderheirat in Sulaimaniyya verbreitet und Kunstwerke gemalt wurden, die die Gleichstellung der Geschlechter, Frieden, sowie Rechte der Frauen und Coexistenz repräsentieren. Ein weiteres Projekt mit dem Titel „We Care About You“, das von Juli bis September 2016 durchgeführt wurde, zielte darauf ab, weiblichen Flüchtlingen, Binnenvertriebenen und Aufnahmegemeinschaften Schutz und Unterstützung zu bieten. Das Projekt konnte 60 Frauen direkten Zugang zu Bildung ermöglichen und 750 Frauen eine Ausbildung zu geschlechtsspezifischer Gewalt bieten. Es wurden zudem Foren mit geschlechtsparitätischer Besetzung eingerichtet, um Unterstützung bei der Entwicklung und Umsetzung von GBV-Aktionsplänen für 1.500 indirekte Begünstigte zu erhalten. Im Rahmen des „Women Can Be“-Projekts unterstützte Rasan 200 Frauen direkt psychosozial und rechtlich, 1.200 Frauen erhielten Hygienekits und es wurden 50 Sensibilisierungsseminare für Männer veranstaltet, um das Bewusstsein für gesunde Beziehungen und die Gleichstellung der Geschlechter zu schärfen.
Am 1. März 2017 gab Rasan sein Projekt „1325 in KRI“ bekannt. Vierhundert Fälle von betroffenen Einzelpersonen wurden direkt rechtlich, psychosozial und sozial unterstützt. Rasan veranstaltete außerdem 80 Sensibilisierungsseminare für 1.000 Frauen. 2019 veranstaltete Rasan 11 Seminare für 250 Frauen aus Chamchamal, Kalar, Arbat Camp und die Bezirke Khabats.
Eine weitere Rasan-Kampagne umfasste die Arbeit mit 90 Frauen, die entweder von IS-Vergewaltigern oder Menschenhändlern befreit wurden oder vor ihnen geflohen waren. Verschiedenen Quellen zufolge versucht Rasan, mehr Unterstützung von internationalen Organisationen zu erhalten, um mehr Menschen zu helfen, insbesondere Frauen und Kindern, die vor dem IS geflohen sind und Therapie benötigen.

#### Art for All

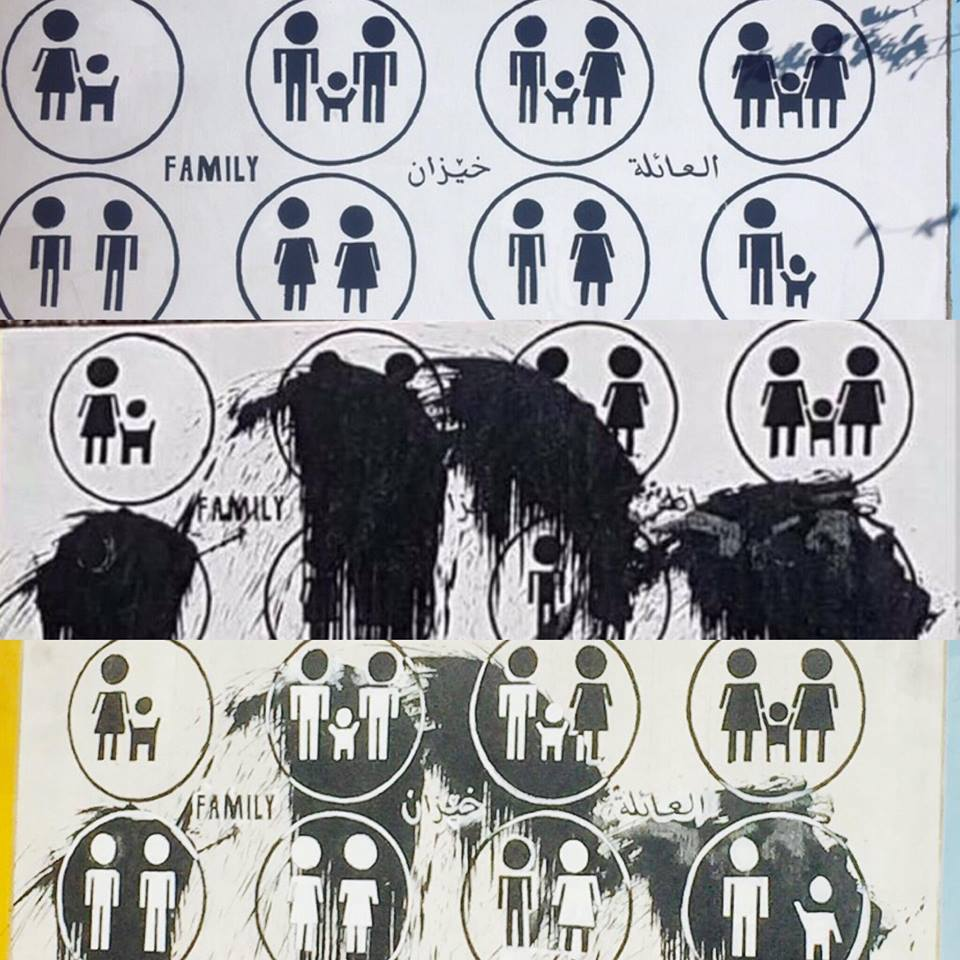
Ein Wandbild, das die Gleichstellung der Geschlechter darstellt und von Rasan als Gegenmaßnahme zerstört und dann repariert wurde

Im Jahr 2017 startete Rasan eine Kampagne mit dem Titel Art for All (Kunst für alle), um Wandgemälde in der Stadt Sulaimaniyya zu malen. Es war ihre erste vollkommen öffentliche Kampagne für die LGBT-Community. Das Projekt wurde aus einer von All Out unterstützten Spendenaktion finanziert. Einige der Wandbilder, die die LGBT-Gemeinschaft repräsentierten, wurden mit schwarzer Farbe unkenntlich gemacht, aber Rasan malte sie neu. Das geschah, obwohl die Behörden aus Angst vor einer Gegenreaktion von Einheimischen und religiösen Figuren Rasan nicht erlaubten, all ihre Wandbilder auf öffentlichen Hauptstraßen zu malen. Rasan malte auch Wandbilder an die Wände verschiedener Highschools und der American University of Iraq, Sulaimani. Obwohl sich die Wandbilder nicht auf öffentlichen Straßen befanden, gab es eine aggressive Gegenreaktion gegen Rasan. Rasan erhielt viele negative Reaktionen, darunter Nachrichten übermäßiger Obszönität und Morddrohungen von Personen, die glaubten, Rasan versuche, Unanständigkeit und Unmoral zu verbreiten. Einige Mitarbeiter der Organisation wurden öffentlich angegriffen. Das Projekt wurde auch von staatlichen Institutionen stark in Frage gestellt, und die Behörden drohten dem Projektmanager mit Verhaftung. Dieses Projekt endete am 16. November 2018.

#### Give a Hand
Im Jahr 2018 wurde Rasan von der Organisation Give A Damn für das Projekt Give a Hand finanziell unterstützt, um die Bedürfnisse und Herausforderungen der lokalen LGBT-Community zu untersuchen. Das Projekt sollte der Organisation helfen, einen Plan zu entwickeln, der den Bedürfnissen der Community entspricht, und neue LGBT-bezogene Wörter in der Sprache Sorani zu entwickeln, um das Vokabular der Community zu erweitern. Laut Give A Damn wurde die Unterstützung auch verwendet, um gesellschaftlichen Zusammenhalt zu stärken und Verbündete wie Imame, Polizisten und politische Entscheidungsträger zu finden.

### Ab 2018
Der frühere stellvertretende Direktor von Rasan, Kado, sprach mit SBS Kurdish über die Arbeit der Organisation und die Art und Weise, wie sie soziale Tabus brechen, die Gemeinschaft aufklären und Frauen sowie der LGBT-Gemeinschaft bei ihren Kämpfen helfen. Shalal sagte gegenüber SBS Kurdish, Rasan sei eine der wenigen Organisationen, die für LGBT-Menschen in der Region Kurdistan und im gesamten Irak arbeiten. „Wir haben Case-Management-Services, bei denen LGBT-Personen unsere Organisation besuchen oder über ihre Mobiltelefone, Facebook, Twitter oder per E-Mail uns kontaktieren können, um nach psychosozialen, sozialen und rechtlichen Services zu fragen, die Rasan anbietet.“ Trotz der wirtschaftlichen und politischen Krise in der Region Kurdistan setzte Rasan seine Kampagnen zur Interessenvertretung fort. Kado sagte, wenn sie mehr Unterstützung hätten, würden sie ihre Aktivitäten auf andere Teile der Region ausweiten, einschließlich Kirkuk.
Im Jahr 2020 startete Rasan ein Jugendentwicklungsprojekt, das sechs Tage Training zu Menschenrechten, Geschlecht und Sexualität sowie sexueller und reproduktiver Gesundheit und Rechten umfasst. Die Teilnehmer wurden gebeten, Freiwillige für die Organisation zu werden.

#### Während der COVID-19-Pandemie
Im Irak, wo es keine Gesetze zum Schutz von LGBT-Gemeinschaften gibt, sind konservative Gruppen und religiöse Militante derzeit die Hauptbedrohung für das Leben der LGBT-Bevölkerung. Die Verbreitung von COVID-19 hat zu einem Anstieg der Anti-LGBT-Hetze der religiösen Führer und zu einer weiteren Gefahr für das Leben von LGBT-Menschen geführt, insbesondere in Ländern, in denen ideologische Gruppen, wie die Schiiten, Milizen haben. Es gab Fälle, in denen einflussreiche Persönlichkeiten im Irak die Verbreitung von COVID-19 auf LGBT-Personen zurückführten.
Am 17. Mai 2020 etwa hissten die Botschaften der Europäischen Union (EU), des Vereinigten Königreichs und Kanada die Pride Flag in Bagdad, was massiven Gegenwind verursachte, und die EU-Botschaft dazu zwang, nach wenigen Stunden die Flagge abzunehmen. Muqtada as-Sadr hatte zuvor ein Ende der Gewalt gegen Mitglieder der LGBT-Gemeinschaft gefordert. Laut einem von Rasan veröffentlichten Bericht war er einer der einflussreichsten Menschen, die eine Hasskampagne gegen die LGBT-Gemeinschaft starteten und Homosexualität als „Paraphilie“ bezeichneten und mit Inzest verglichen. Die irakischen Politiker starteten bald eine erfolglose Kampagne, um die EU-Botschaft aus dem Irak zu vertreiben.

„Muqtada al-Sadr ruft die Öffentlichkeit und jeden eindeutig dazu auf, Maßnahmen zu ergreifen, um die ‚Ausbreitung‘ der Homosexualität zu stoppen. Dies hat dazu geführt, dass sich die Öffentlichkeit über die Situation weiter empört fühlt, auf Gewalt gegen LGBT-Menschen zurückgegriffen, und ein scharfes Vorgehen eingeleitet hat, um sie zu finden und zu ermorden. Dies war jedoch nicht der einzige Aufruf, eine Hasskampagne zu starten. In einem im nationalen Fernsehen ausgestrahlten Kurfilm geht eine Gruppe von Menschen über LGBT-Flaggen, verurteilt die Gemeinschaft und verkündet, sie seien eine Anomalie oder Homosexualität sei eine Art Krankheit.“

Laut Rasan wurden eine Reihe von LGBT-Jugendlichen in einer Hasskampagne getötet, seit Muqtada as-Sadr diskriminierende Tweets veröffentlichte. Die Organisation berichtete beispielsweise über „digitale Dschihadisten“, die sich als LGBT-Leute online für echte Mitglieder der Gemeinschaft ausgeben, was queere Internet-User zu verletzlichen Zielen von Mordversuchen und Angriffen macht. Die Gruppe suchte in Gay-Dating-Apps, wie Grindr, nach Anhängern lokaler Pro-LGBT-Gruppen und überzeugte sie, ihre Identität preiszugeben. Nach diesen Ereignissen begann Rasan, die EU und die Vereinten Nationen auf ihren Social-Media-Konten aggressiv anzusprechen, und ließ die Öffentlichkeit wissen, dass sie nicht von ihnen unterstützt wurden, aus Angst, dass dies ihren Ruf schädigen würde, und bezeichnete sie als „opportunistische Tokenisten“. Rasan leitete auch eine Medienkampagne gegen die irakische Regierung, weil sie nichts unternommen hatte, und kritisierte Muqtada al-Sadr für seine Diskriminierung von LGBT-Personen. In einem Interview mit Rudaw sagte Rasan: „Wie üblich täuschen irakische Politiker ihre Nation weiter und entziehen sich der Verantwortung. Es ist peinlich und überraschend, wenn eine Person wie Muqtada al-Sadr nicht weiß, was vor sich geht, und einer marginalisierten Gruppe der Gesellschaft eher die Schuld gibt, die Quelle von COVID-19 zu sein.“

## Rechtliche Herausforderungen
Der Irak hat trotz kontinuierlicher Angriffe auf die LGBT-Gemeinschaft keine Gesetze, die LGBT-Personen helfen oder ihnen rechtlichen Schutz bieten könnten. Das Fehlen einer Verurteilung durch die Medien oder Persönlichkeiten des öffentlichen Lebens trägt zur Eskalation der Situation in der irakischen Region bei. Es gibt immer noch Probleme der Selbstentfaltung von LGBT-Personen, deren Freiheiten eingeschränkt sind. Mehrdeutige Artikel im irakischen Strafgesetzbuch, wie die Artikel 393, 394, 400 und 401 in der Region Kurdistan und die Artikel 376, 394, 398, 397, 402, 403 und 502 im Irak, werden missbraucht, um LGBT-Personen in der Region festzunehmen.
Rechtlich gesehen, werden sexuelle Beziehungen, ob homosexuell oder heterosexuell, nicht kriminalisiert, aber es gibt zahlreiche Berichte über Hinrichtungen und Auspeitschungen an Orten, die von Milizen und religiösen Militanten kontrolliert werden. Da die Region Kurdistan Autonomiestatus hat, hat sie ihre eigenen Gesetze verabschiedet. In der Region Kurdistan wird Sex als eine Handlung bezeichnet, mit der Liebe ausgedrückt wird. Wenn nicht gegen eine der sechs gesetzlichen Bestimmungen verstoßen wird, kann die Strafverfolgung nicht legal erfolgen, was jedoch trotzdem gemacht wird.
Nach dem kurdischen Strafgesetzbuch über sexuelles Fehlverhalten ist die sexuelle Beziehung legal, falls sie keine der folgenden 6 Bedingungen verletzt hat:
1. Einvernehmlichkeit muss vorhanden sein
2. Beteiligte sollten nicht mit jemand anderem verheiratet sein
3. beide Parteien müssen mindestens 18 Jahre alt sein
4. die Handlung sollte nicht an einem öffentlichen Ort stattfinden, an dem sie bezeugt werden kann
5. vor der Tat sollte es keine Eheversprechen geben
6. der Sex sollte außerhalb der Prostitution und kostenlos erfolgen[48]

Es gibt jedoch Fälle, in denen alle 6 Bedingungen vorliegen, die Polizei jedoch die Teilnehmer, die an sexuellen Handlungen beteiligt waren, festgenommen hat, nur weil die Nachbarn die Polizei bemerkt und alarmiert haben.